# Çarıkmahmutlu
Çarıkmahmutlu (wym. [ʧɑrɯkmɑhmutɫu]) – wieś w Turcji, w dystrykcie Kula, w prowincji Manisa. Miejscowość jest zamieszkana przez 256 ludzi (2000). Ekonomia wsi opiera się głównie na chowie bydła i rolnictwie. W Çarıkmahmutlu znajduje się również szkoła podstawowa oraz przepompownia wody. Najbliższe miejscowości z Çarıkmahmutlu to Konurca oraz Hacıtufan.
Miejscowość położona jest w klimacie śródziemnomorskim, w miesiącach letnich opady nie występują.